# Август Леш
Август Леш (нім. August Lösch; 15 жовтня 1906, Ерінген — 30 травня 1945, Рацебург) — німецький економіст і географ, автор теорії організації економічного простору.

## Біографія
Народився у місті Ерінген у Швабії. З 1908 року він жив у Гайденгаймі, де закінчив гімназію у 1925 році та працював учнем в одній із фірм, а у 1927—1930 роках навчався у Тюбінгенському університеті та у Фрайбурзькому університеті. У 1930—1931 роках навчався у Боннському університеті, де серед його викладачів були Йозеф Шумпетер, Вальтер Ойкен й Артур Шпитгоф. Здобув диплом економіста у Фрайбурзькому університеті у 1931 році, вже у 1932 році здобув докторський ступінь у Боннському університеті.
Вивчав економічну демографію та розглядав природний приріст населення та його вплив на пропозицію робочої сили й економічне зростання регіонів. Незабаром почав вивчати теорію розміщення виробництва. Роботи Леша привернули увагу, і завдяки стипендії Рокфеллера двічі відвідав США у 1934 та 1936 роках, де вивчав теорії розміщення виробництва, які існували на той час, і збирав матеріал для власних досліджень.
З 1939 до 1945 рік він працював у Кільському інституті світової економіки старшим науковим співробітником. У 1940 році опублікував книгу «Просторова організація господарства», яка викликала великий інтерес у науковому середовищі на довгі роки. У жовтні 1944 року інститут було евакуйовано з Кіля до містечка Рацебург. Здоров'я Августа Леша було підірвано та погіршувалось обстановкою воєнного часу, він помер від скарлатини через три тижні після закінчення війни 30 травня 1945 року.

## Пам'ять
Інститут регіональних досліджень Кільського університету у 1970 році заснував премію Августа Леша, яка покликана винагородити видатні наукові дослідження у галузі регіональної науки.

## Внесок у науку

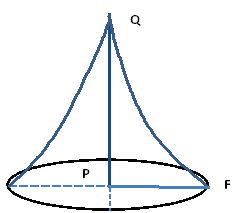
Конус попиту А. Леша

У 1940 році вийшла книга Августа Леша «Просторова організація господарства», у якій Леш виклав всі відомі теорії розміщення виробництва, розширив теорію центральних місць Вальтера Крісталлера та розробив теорію організації економічного простору.

### Теорія організації економічного простору
Припущення загальної рівноваги:
- місце розташування виробників максимізує вигоди як виробників, так і споживачів
- виробники розміщуються так, що територія повністю використовується
- ціни та витрати рівні
- ринкові зони мають розмір у формі шестикутників
- межі ринкових зон проходять лініями байдужості (ізолініям).

Теорія організації економічного простору Леша будується на понятті конус попиту — залежність відстані місця споживання від місця виробництва, де Р — точка виробництва, Q — кількість споживаного товару, F — точка з нульовим попитом, PQ — кількість спожитого товару у точці виробництва, PF — радіус збуту товару, де витрати з доставлення товару вигідні для споживача, QPF — сумарний збут виробником, а при рівномірному розселенні є кривою попиту.

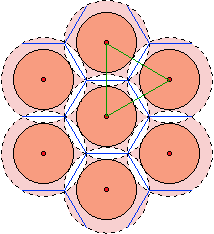
Перетворення ринкової зони на шестикутник

Досконала конкуренція та безперервне розселення створює перетворення ринкової зони з великого кола у маленький шестикутник. Всі споживачі повинні обслуговуватися, а на ринку присутні максимальна кількість виробників за нормальної норми прибутку, а не зайняті ринки залучатимуть нових виробників до стиснення ринкових зон до шестикутників. Розмір шестикутника залежить від попиту, ціни, вартості доставлення та мінімального обсягу рентабельного виробництва. Шестикутник дозволяє забезпечити найбільший попит на одиницю площі, а при нерівномірній щільності розселення максимальний попит забезпечують інші фігури, зокрема несиметричні.
Леш виявляє зв'язок між економічними районами та державою, чим створює сучасну макроекономічну теорію міст і регіонів.
Леш, відмовившись від припущення безперервності та рівномірності розселення, допускає проживання у найдрібніших пунктах (фермах), де земля використовується повністю, а виробництво розміщується на фермах у зв'язку з економією на інфраструктурі. Виробництво закриває потребу ферми та жителів сусідніх ферм, ринок має форму шестикутника з мінімальною кількістю поселень, які обслуговуються, включно всі поселення, які знаходяться рівновіддалено від виробництва.

Леш створює власну несхожу теорію розміщення виробництва, у якій головним чинником є ринкові зони виробників різного рівня, які утворюють мережу зон із вузлами у містах. Ідеальна форма мережі — шестикутні «гнізда», насправді осередки мають форму трикутників або чотирикутників. На відміну від аналогічних побудов Вальтера Крісталлера, запропонована Лешем модель була моделлю ринкової рівноваги територіальної самоорганізації суспільства та його економічного життя.

K = 7

Далі Леш вказує, що якщо простір ділити на райони, які включають по три райони попереднього розміру як при К=3, то при цьому ряд зон будуть випадати зі списку допустимих, і ландшафт буде простіше, а значить економіка буде менш ефективною, оскільки ряд товарів будуть приносити для своїх виробників понад доходи через зниження конкуренції, а отже, буде зростання цін і зниження випуску. Якщо районування проводити квадратами, то спостерігатиметься менша кількість транспортних шляхів (вісім), а значить витрати на перевезення будуть вищими, ніж при шестикутних зонах (дванадцять доріг). Леш також зазначав, що при шестикутних зонах у таких містах як Берлін, Париж, Лондон є 12 магістралей, які виходять з міста. При початковому перервному, але рівномірному, розселенні виробництво розподіляється нерівномірно, що зумовлює концентрації населення, посилюючи нерівномірність виробництва. Відстань до клієнта визначається різницею між економією від масштабу виробництва та витратами на транспортування товару у зв'язку з віддаленістю. Зниження транспортних витрат у зв'язку з розвитком доріг і технологією веде до зменшення площі ринкових зон, оскільки ціна на товар падає, що дозволяє виробнику отримати мінімальний необхідний обсяг збуту на меншій території, а якщо вхід на ринок відкритий, нові виробники стискають ринкову зону до мінімальних розмірів.

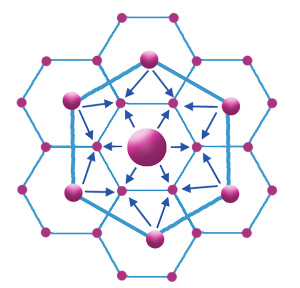
К = 3

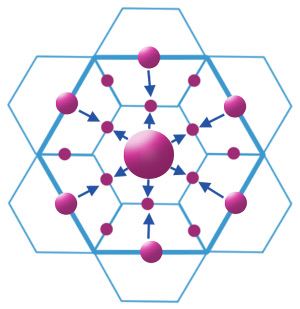
К = 4

Леш запропонував рівноважну модель розміщення виробництва, де відбувалося балансування двох сил:
- інтереси держави загалом (максимальна кількість економічно незалежних об'єктів);
- інтереси підприємця, де на чільному місці — максимальний прибуток.

Точкою рівноваги виступала точка розміщення, яка визначалася на основі вивчення великої кількості факторів, як-от державне регулювання та межі держави.

## Сучасне продовження
Нині модель А. Леша має розвиток у працях М. К'юбі, М. Соніс й інших авторів, у Росії О. Г. Гранберг зазначає низку праць, які заслуговують на увагу у сфері просторової економіки, як продовження ідей А. А. Леша, — це праці А. Арманда про самоорганізацію та саморегулювання географічних систем, А. Важеніна про еволюційні процеси у системах розселення, В. Шупера про самоорганізацію міського розселення, Б. Родомана про ареали та мережі, Б. Зиміна про розміщення виробництва на ринковому середовищі, С. Тархова про топологічний та морфологічний аналіз просторових мереж, роботи В. Бугроменко та Г. Гольця.

## Методологічний підхід Леша
«Порівняння потрібні не для перевірки теорії, а для перевірки дійсності. Ми маємо переконатися, що те що існує — доцільно» — А. Леш.

## Твори
- Пространственная организация хозяйства. М.: Наука, 2007. 664 с. ISBN 978-5-02-035367-1 (первое издание — Географическое размещение хозяйства. М.: Госиноиздат, 1959. 455 с) (нім. Die räumliche Ordnung der Wirtschaft: eine Untersuchung über Standort, Wirtschaftsgebiete und internationalem Handel. Jena: Fischer, 1940)
- Was ist vom Geburtenrückgang zu halten? — Heidenheim: Lösch, 1932.
- Bevölkerungswellen und Wechsellagen. — Jena: Fischer, 1936.
- Population cycles as a cause of business cycles // The Quarterly Journal of Economics, 1937, 51 (4), pp. 649–662.
- Eine neue Theorie des internationalen Handels. — Heidenheim, 1939.